# Associazione Calcio Riunite Messina 1948-1949
Questa voce raccoglie le informazioni riguardanti le Associazioni Calcio Riunite Messina nelle competizioni ufficiali della stagione 1948-1949.

## Rosa
| N. |                   | Ruolo | Calciatore         |  |
| -- | ----------------- | ----- | ------------------ |  |
|    | Italia (bandiera) | D     | Renato Avellani    |  |
|    | Italia (bandiera) | A     | Manlio Bertolin    |  |
|    | Italia (bandiera) | P     | Bonasera           |  |
|    | Italia (bandiera) | D     | Brighi             |  |
|    | Italia (bandiera) | C     | Carmine D'Argenio  |  |
|    | Italia (bandiera) | A     | Carlo Di Tullio    |  |
|    | Italia (bandiera) | C     | Ugo Gazzari        |  |
|    | Italia (bandiera) | D     | Lodovico Gennaro   |  |
|    | Italia (bandiera) | A     | Manzelli           |  |
|    | Italia (bandiera) | A     | Cornelio Marchetto |  |

| N. |                   | Ruolo | Calciatore           |  |
| -- | ----------------- | ----- | -------------------- |  |
|    | Italia (bandiera) | C     | Meszaros             |  |
|    | Italia (bandiera) | C     | Moro                 |  |
|    | Italia (bandiera) | C     | Moroni               |  |
|    | Italia (bandiera) | A     | Parini               |  |
|    | Italia (bandiera) | P     | Portus Silingardi    |  |
|    | Italia (bandiera) | A     | Oscarre Spadavecchia |  |
|    | Italia (bandiera) | C     | Voglino              |  |
|    | Italia (bandiera) | A     | Zacchi               |  |
|    | Italia (bandiera) | ?     | Zambelli             |  |

## Risultati

### Serie C

#### Girone di andata
| Castellammare di Stabia 1ª Giornata | Stabia | 0 – 2 | Messina |  |

| Messina 2ª Giornata | Messina | 3 – 1 | Torrese | Stadio Giovanni Celeste |

| Benevento 3ª Giornata | Benevento | 2 – 1 | Messina | Stadio Meomartini |

| Nocera Inferiore 4ª Giornata | Nocerina | 3 – 1 | Messina | Piazza d'Armi |

| Messina 5ª Giornata | Messina | 3 – 0 | Arsenale Messina | Stadio Giovanni Celeste |

| Trapani 6ª Giornata | Drepanum | 1 – 1 | Messina |  |

| Messina 7ª Giornata | Messina | 2 – 0 | Cosenza | Stadio Giovanni Celeste |

| Messina 8ª Giornata | Messina | 9 – 0 | Scafatese | Stadio Giovanni Celeste |

| Messina 9ª Giornata | Messina | 1 – 2 | Reggina | Stadio Giovanni Celeste |

| Brindisi 10ª Giornata | Brindisi | 1 – 3 | Messina |  |

| Catanzaro 11ª Giornata | Catanzaro | 3 – 1 | Messina | Stadio Militare |

| Messina 12ª Giornata | Messina | 0 – 0 | Avellino | Stadio Giovanni Celeste |

| Messina 13ª Giornata | Messina | 2 – 0 | Acireale | Stadio Giovanni Celeste |

| Catania 14ª Giornata | Catania | 0 – 0 | Messina | Stadio Angelo Massimino |

| Potenza 15ª Giornata | Potenza | 0 – 2 | Messina | Stadio Alfredo Viviani |

| Messina 16ª Giornata | Messina | 2 – 1 | Igea Virtus | Stadio Giovanni Celeste |

| Crotone 17ª Giornata | Crotone | 1 – 0 | Messina | Stadio Ezio Scida |

| Foggia 18ª Giornata | Foggia | 3 – 1 | Messina | Stadio Pino Zaccheria |

#### Girone di ritorno
| Messina 19ª Giornata | Messina | 4 – 1 | Stabia | Stadio Giovanni Celeste |

| Torre Annunziata 20ª Giornata | Torrese | 1 – 1 | Messina | Campo Formisano |

| Messina 21ª Giornata | Messina | 1 – 1 | Benevento | Stadio Giovanni Celeste |

| Messina 22ª Giornata | Messina | 2 – 0 | Nocerina | Stadio Giovanni Celeste |

| Messina 23ª Giornata | Arsenale Messina | 1 – 3 | Messina | Stadio Giovanni Celeste |

| Messina 24ª Giornata | Messina | 2 – 0 | Drepanum | Stadio Giovanni Celeste |

| Cosenza 25ª Giornata | Cosenza | 2 – 0 | Messina |  |

| Reggio Calabria 26ª Giornata | Reggina | 2 – 1 | Messina | Stadio Oreste Granillo |

| Messina 27ª Giornata | Messina | 3 – 0 | Brindisi | Stadio Giovanni Celeste |

| Messina 28ª Giornata | Messina | 3 – 0 | Catanzaro | Stadio Giovanni Celeste |

| Avellino 29ª Giornata | Avellino | 2 – 2 | Messina |  |

| Acireale 30ª Giornata | Acireale | 2 – 1 | Messina | Stadio Comunale |

| Messina 31ª Giornata | Messina | 1 – 1 | Catania | Stadio Giovanni Celeste |

| Messina 32ª Giornata | Messina | 1 – 1 | Potenza | Stadio Giovanni Celeste |

| Barcellona Pozzo di Gotto 33ª Giornata | Igea Virtus | 0 – 0 | Messina | Stadio Carlo Stagno d'Alcontres |

| Messina 34ª Giornata | Messina | 0 – 0 | Crotone | Stadio Giovanni Celeste |

| Messina 35ª Giornata | Messina | 5 – 0 | Foggia | Stadio Giovanni Celeste |

## Statistiche

### Statistiche di squadra
| Competizione | Punti | In casa | In casa | In casa | In casa | In casa | In casa | In trasferta | In trasferta | In trasferta | In trasferta | In trasferta | In trasferta | Totale | Totale | Totale | Totale | Totale | Totale | D.R |
| Competizione | Punti | G       | V       | N       | P       | Gf      | Gs      | G            | V            | N            | P            | Gf           | Gs           | G      | V      | N      | P      | Gf     | Gs     | D.R |
| ------------ | ----- | ------- | ------- | ------- | ------- | ------- | ------- | ------------ | ------------ | ------------ | ------------ | ------------ | ------------ | ------ | ------ | ------ | ------ | ------ | ------ | --- |
| Serie C      | 40    | 17      | 11      | 5       | 1       | 35      | 8       | 17           | 4            | 5            | 8            | 20           | 24           | 34     | 15     | 10     | 9      | 56     | 32     | +24 |
| Totale       | 40    | 17      | 11      | 5       | 1       | 35      | 8       | 17           | 4            | 5            | 8            | 20           | 24           | 34     | 15     | 10     | 9      | 56     | 32     | +24 |